# رائول اوله
رائول اوله (استونیایی: Raul Olle؛ زادهٔ ۲۳ ژانویهٔ ۱۹۶۸) اسکی‌باز صحرانوردی اهل استونی بود. وی در بازی‌های المپیک زمستانی ۱۹۹۸ و بازی‌های المپیک زمستانی ۲۰۰۲ شرکت کرده‌است.